# Robert Owen
Robert Owen (Newtown, 14 de maio de 1771 – Newtown, 17 de novembro de 1858) foi um filósofo político e reformista social galês, considerado um dos fundadores do socialismo e do cooperativismo. Foi um dos mais importantes socialistas utópicos.

## Biografia
Filho de uma família de modestos artesãos, após galgar diferentes degraus da produção, tornou-se diretor de importantes indústrias escocesas de fiação em Manchester e, aos 30 anos, era co-proprietário e gerente de uma fábrica em New Lanark, que havia sido fundada em 1785 por David Dale e Richard Arkwright. Ali reduziu a jornada de trabalho para 10,5 horas diárias — um avanço para a época, já que a jornada de trabalho de um típico operário têxtil era de 14 a 16 horas.
Preocupou-se ainda com a qualidade de vida dos seus empregados, construindo casas para as famílias dos operários, o primeiro jardim-de-infância e a primeira cooperativa. Owen abriu uma loja onde as pessoas podiam comprar produtos de qualidade por pouco mais do que o custo do produto. A venda de álcool era estritamente controlada. Esses princípios se tornaram a base para as lojas cooperativas na Grã-Bretanha, que continuam a operar hoje.
Owen tinha sido originalmente um seguidor do liberal e utilitarista Jeremy Bentham. No entanto, com o passar do tempo tornou-se cada vez mais um adepto do socialismo.
Em 1817, evolui da ação assistencial para a crítica frontal ao capitalismo, tentando convencer as autoridades britânicas e estrangeiras sobre a necessidade de reformas na produção. New Lanark em si tornou-se um lugar de peregrinação muito frequentado por reformadores sociais, estadistas e personalidades europeias, incluindo Nicolau, mais tarde imperador da Rússia.
Owen fundou, nos Estados Unidos, a colônia socialista New Harmony (Nova Harmonia), que funcionou bem nos primeiros anos mas finalizou sua experiência sem obter o êxito esperado. Owen regressou à Inglaterra, onde faleceu aos 87 anos.

## Filosofia e influência
Owen testou suas ideias sociais e econômicas em New Lanark, onde conquistou a confiança dos trabalhadores e continuou a ter sucesso com a melhoria da eficiência na fábrica. A comunidade também ganhou reputação internacional. Reformadores sociais, estadistas e membros da realeza, incluindo o futuro czar Nicolau I da Rússia, visitaram New Lanark para estudar seus métodos. As opiniões de muitos desses visitantes foram favoráveis.
Alguns dos planos de Owen desagradaram seus sócios, forçando-o a arranjar outros investidores para comprar sua parte do negócio em 1813, pelo equivalente a US$ 800 000. Os novos investidores, que incluíam Jeremy Bentham e o conhecido Quaker William Allen, contentaram-se em aceitar um retorno de £5 000 sobre seu capital. A mudança de propriedade também deu a Owen a chance de ampliar sua filantropia, defendendo melhorias nos direitos dos trabalhadores e leis de trabalho infantil, além de educação gratuita para crianças.
Owen acreditava que o caráter humano é formado por condições sobre as quais os indivíduos não têm controle. Assim, as pessoas não poderiam ser elogiadas ou culpadas por seu comportamento ou situação na vida. Esse princípio levou Owen a concluir que a formação correta do caráter exigia colocar as pessoas sob influências ambientais adequadas — físicas, morais e sociais — desde seus primeiros anos. Essas noções de irresponsabilidade inerente nos seres humanos e o efeito das influências precoces no caráter individual formaram a base do sistema educacional e de reforma social de Owen.
Baseando-se em suas observações, experiências e reflexões, Owen via sua visão da natureza humana como original e "o constituinte mais básico e necessário em uma ciência da sociedade em evolução". Sua filosofia foi influenciada pelas visões de Isaac Newton sobre as leis naturais, e suas ideias assemelhavam-se às de Platão, Denis Diderot, Claude Adrien Helvétius, William Godwin, John Locke, James Mill e Jeremy Bentham, entre outros. Owen não teve influência direta dos filósofos do Iluminismo.
Owen esperava por um ambiente melhor e mais harmonioso que promovesse respeito mútuo, amor e valores morais. Ele acreditava que todos teriam uma boa educação e melhores condições de vida para viver de maneira correta. Ele valorizava reformas sociais e educacionais para a classe média e rejeitava o poder capitalista que elevava figuras poderosas à custa dos outros. Apesar dos ataques de seus adversários, ele permaneceu persuasivo em seus objetivos. Owen financiou escolas infantis e defendeu educação gratuita, direitos iguais e liberdade. Ele participou de legislações para melhorar os salários e condições de trabalho dos trabalhadores.
Owen acreditava que compaixão, bondade e solidariedade corrigiam maus hábitos, encorajavam a autodisciplina e melhoravam a atitude das pessoas. A força oprimia as pessoas e afetava sua saúde mental. Em sua visão, a menos que as pessoas fossem educadas em um ambiente adequado, tivessem oportunidades iguais de emprego e mantivessem normas sociais, as diferenças entre classes trabalhadoras, conflitos e desigualdades persistiriam, assim como nas colônias britânicas. Sem fazer mudanças nas instituições nacionais, ele acreditava que até mesmo a reorganização das classes trabalhadoras traria grandes benefícios. Por isso, ele se opôs às visões dos radicais que buscavam mudar a mentalidade pública expandindo os direitos de voto.

### Educação
O trabalho de Owen em New Lanark continuou a ter importância na Grã-Bretanha e na Europa continental. Ele foi um "pioneiro na reforma fabril, o pai da cooperação distributiva e o fundador de escolas infantis". Seus esquemas para educar seus trabalhadores incluíram a abertura do Instituto para a Formação do Caráter em New Lanark em 1818. Esse e outros programas em New Lanark forneciam educação gratuita desde a infância até a idade adulta. Além disso, ele apoiou zelosamente a legislação fabril que culminou no Lei das Fábricas e Moinhos de Algodão de 1819. Owen também teve entrevistas e comunicações com membros importantes do governo britânico, incluindo o primeiro-ministro Robert Banks Jenkinson, Lord Liverpool. Ele também conheceu muitos governantes e estadistas proeminentes da Europa.
O maior sucesso de Owen foi no apoio à educação juvenil e ao cuidado infantil precoce. Como pioneiro na Grã-Bretanha, especialmente na Escócia, Owen forneceu uma alternativa à "abordagem autoritária normal da educação infantil". Os apoiadores dos métodos argumentavam que as maneiras das crianças criadas sob seu sistema eram mais graciosas, geniais e descontraídas; saúde, abundância e contentamento prevaleciam; o alcoolismo era quase desconhecido e a ilegitimidade extremamente rara. As relações de Owen com seus trabalhadores permaneceram excelentes, e as operações na fábrica prosseguiram de maneira suave, regular e comercialmente bem-sucedida.
Talvez uma das ideias mais memoráveis de Robert Owen tenha sido seu método do "monitor silencioso". Owen era contra o castigo corporal comum; portanto, para ter alguma forma de disciplina, ele desenvolveu o "monitor silencioso". Em suas fábricas, ele pendurava um bloco de quatro lados, cada um exibindo uma cor diferente que representava o comportamento do funcionário.

### Trabalho
Owen adotou novos princípios para elevar o padrão dos bens que seus trabalhadores produziam. Um cubo com faces pintadas em cores diferentes era instalado acima do local de trabalho de cada maquinista. A cor da face mostrava a todos que a viam a qualidade e a quantidade de bens que o trabalhador completava. A intenção era encorajar os trabalhadores a darem o seu melhor. Embora não fosse um grande incentivo por si só, as condições em New Lanark para os trabalhadores e suas famílias eram idílicas para a época.
Owen levantou a demanda por uma jornada de trabalho de oito horas em 1810 e começou a instituir a política em New Lanark. Em 1817, ele havia formulado o objetivo de uma jornada de trabalho de oito horas com o slogan "oito horas de trabalho, oito horas de recreação, oito horas de descanso".

### Socialismo
Em 1813, Owen escreveu e publicou Uma Nova Visão da Sociedade, ou Ensaios sobre o Princípio da Formação do Caráter Humano, o primeiro de quatro ensaios que escreveu para explicar os princípios por trás de sua filosofia de reforma socialista. Nele, ele escreve:
Citação: 
Owen originalmente havia sido um seguidor do liberal clássico e utilitarista Jeremy Bentham, que acreditava que os mercados livres e o laissez-faire, em particular o direito dos trabalhadores de se moverem e escolherem seus empregadores, libertariam os trabalhadores do poder excessivo dos capitalistas. No entanto, Owen desenvolveu sua própria visão pró-socialista. Além disso, Owen, como deísta, criticou as religiões organizadas, incluindo a Igreja da Inglaterra, e desenvolveu seu próprio sistema de crenças.

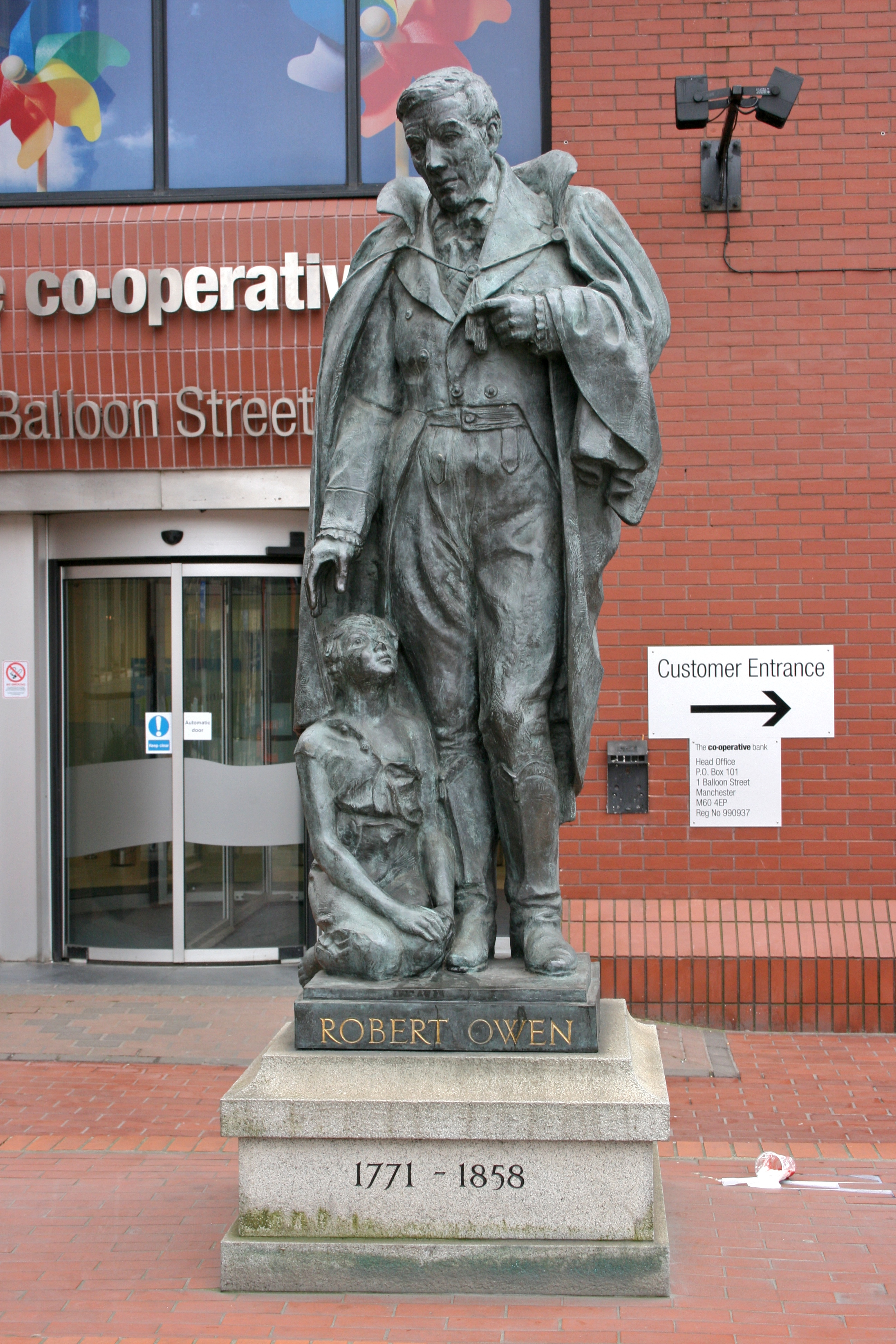
Uma estátua comemorando Owen em Manchester, em frente ao The Co-operative Bank

Owen abraçou o socialismo em 1817, um ponto de virada em sua vida, no qual ele buscou uma "Nova Visão da Sociedade". Ele delineou sua posição em um relatório para o comitê da Câmara dos Comuns sobre as Leis dos Pobres do país. À medida que a miséria e a estagnação comercial após as Guerras Napoleônicas chamaram a atenção nacional, o governo pediu conselhos a Owen sobre como aliviar as preocupações industriais. Embora ele atribuísse a miséria imediata às guerras, ele via como causa subjacente a competição do trabalho humano com as máquinas e recomendou a criação de comunidades autossuficientes.
Owen apelou para o interesse próprio dos capitalistas, apontando que, assim como as máquinas precisam de cuidados e tratamento adequados para garantir que funcionem sem problemas e com eficiência, o mesmo ocorre com os humanos.
Owen propôs que comunidades de cerca de 1 200 pessoas se estabelecessem em terras de 1 000 a 1 500 acres (405 a 607 ha), todas vivendo em um único edifício com cozinha pública e refeitórios. (O tamanho proposto pode ter sido influenciado pelo tamanho da vila de New Lanark.) Owen também propôs que cada família tivesse seu apartamento privado e a responsabilidade pelo cuidado de seus filhos até os três anos de idade. Depois disso, as crianças seriam criadas pela comunidade, mas os pais teriam acesso a elas nas refeições e em outras ocasiões. Owen sugeriu ainda que tais comunidades fossem estabelecidas por indivíduos, paróquias, condados ou outras unidades governamentais. Em cada caso, haveria supervisão eficaz por pessoas qualificadas. O trabalho e o gozo de seus resultados deveriam ser experimentados comunitariamente. Owen acreditava que sua ideia seria a melhor maneira de reorganizar a sociedade em geral, e chamou sua visão de "Novo Mundo Moral".
O modelo utópico de Owen mudou pouco em sua vida. Seu modelo desenvolvido previa uma associação de 500–3 000 pessoas como o ideal para uma comunidade trabalhadora. Embora principalmente agrícola, ela possuiria as melhores máquinas, ofereceria empregos variados e, tanto quanto possível, seria autossuficiente. Owen explicou ainda que, à medida que tais comunidades proliferassem, "uniões delas federativamente unidas seriam formadas em círculos de dezenas, centenas e milhares", ligadas por um interesse comum.
Owen passou a ser conhecido como um socialista utópico, e suas obras são consideradas como reflexo dessa atitude. Embora pudesse ser considerado um membro da burguesia, sua relação com essa classe era frequentemente complicada. Ele lutou para aprovar legislações que beneficiavam os trabalhadores. Ele foi um defensor da Lei das Fábricas e Moinhos de Algodão de 1819. Ele apoiou ideias socialistas, então suas visões não tiveram um impacto imediato na Grã-Bretanha ou nos Estados Unidos.

### Espiritualismo

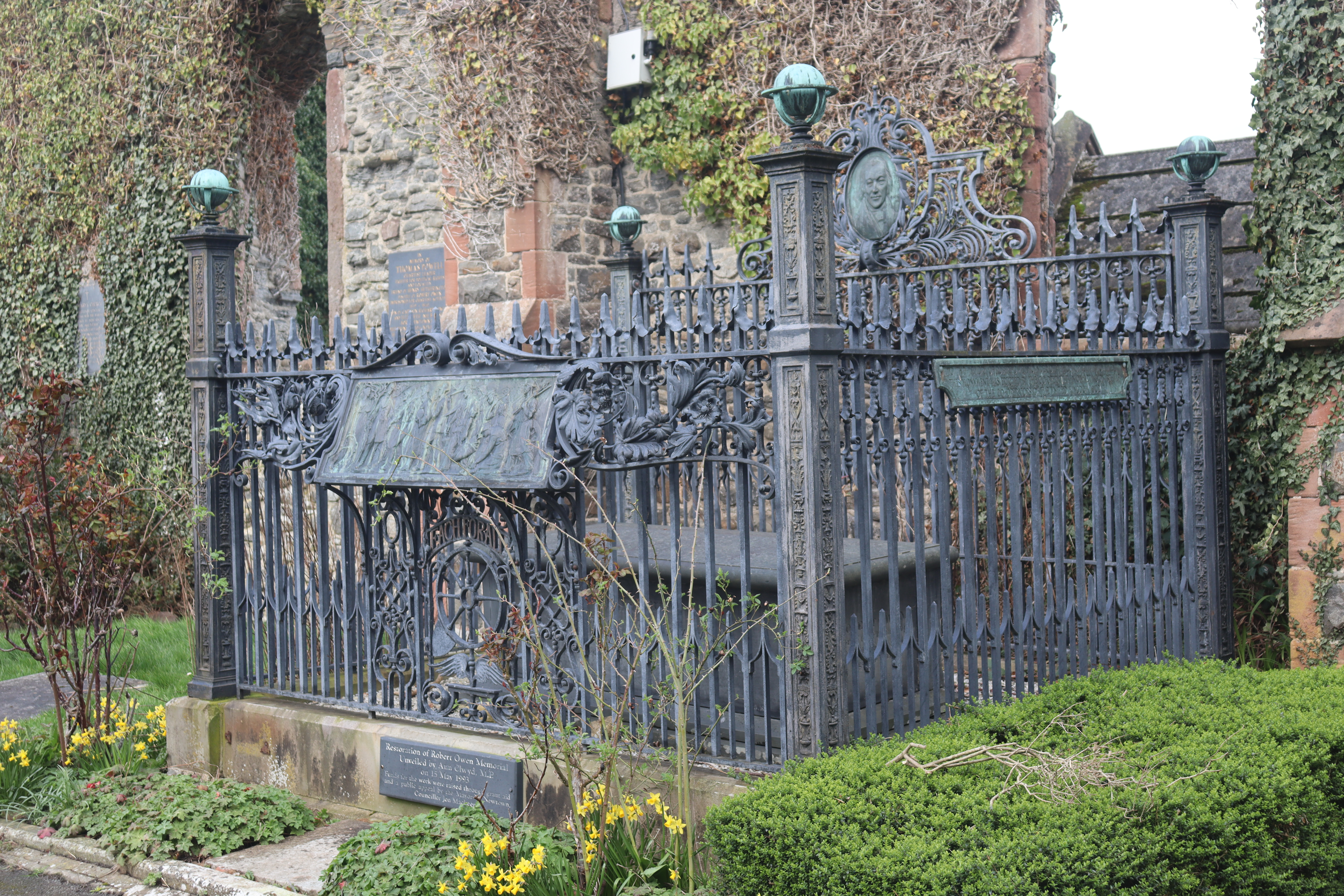
Túmulo de Robert Owen, Newtown, Powys. As grades em estilo Art Nouveau foram uma adição de 1902

Em 1817, Owen afirmou publicamente que todas as religiões eram falsas. Em 1854, aos 83 anos, Owen converteu-se ao espiritualismo após uma série de sessões com Maria B. Hayden, uma médium americana creditada por introduzir o espiritualismo na Inglaterra. Ele fez uma profissão pública de sua nova fé em sua publicação The Rational Quarterly Review e em um panfleto intitulado O Futuro da Raça Humana; ou a grande e gloriosa revolução futura a ser efetuada através da agência de espíritos partidos de homens e mulheres bons e superiores.
Owen afirmou ter tido contato mediúnico com os espíritos de Benjamin Franklin, Thomas Jefferson e outros. Ele explicou que o propósito desses contatos era mudar "o estado atual, falso, desunido e miserável da existência humana, para um estado verdadeiro, unido e feliz... preparar o mundo para a paz universal e infundir em todos o espírito de caridade, paciência e amor."
Espiritualistas afirmaram após a morte de Owen que seu espírito havia ditado à médium Emma Hardinge Britten em 1871 os "Sete Princípios do Espiritualismo", usados pela sua União Nacional como "a base de sua filosofia religiosa".

## Trabalhos publicados selecionados
- A New View of Society: Or, Essays on the Formation of Human Character, and the Application of the Principle to Practice (Londres, 1813) Retitulado como, A New View of Society: Or, Essays on the Formation of Human Character Preparatory to the Development of a Plan for Gradually Ameliorating the Condition of Mankind, para a segunda edição, (1816)
- Observations on the Effect of the Manufacturing System. (Londres, 1815)
- Report to the Committee of the Association for the Relief of the Manufacturing and Labouring Poor (1817)[37]
- Two Memorials on Behalf of the Working Classes (Londres: Longman, Hurst, Rees, Orme, e Brown, 181[38]
- An Address to the Master Manufacturers of Great Britain: On the Present Existing Evils in the Manufacturing System (Bolton, 1819)
- Report to the County of Lanark of a Plan for relieving Public Distress (Glasgow: Glasgow University Press, 1821)
- An Explanation of the Cause of Distress which pervades the civilised parts of the world (Londres e Paris, 1823)
- An Address to All Classes in the State (Londres, 1832)
- The Revolution in the Mind and Practice of the Human Race (Londres, 1849)

### Trabalhos coletados
- A New View of Society and Other Writings, introduction by G.D.H. Cole (Londres e Nova York: J.M. Dent & Sons, E.P. Dutton e Co., 1927)
- A New View of Society and Other Writings, G. Claeys, ed. (Londres e Nova York: Penguin Books, 1991)
- The Selected Works of Robert Owen, G. Claeys, ed., 4 vols. (Londres: Pickering e Chatto, 1993)

### Coleções de arquivo
- Robert Owen Collection, National Co-operative Archive, Reino Unido[39]
- New Harmony, Indiana, Collection, 1814–1884, 1920, 1964, Indiana Historical Society, Indianapolis, Indiana, EUA[40]
- New Harmony Series III Collection, Workingmen's Institute, New Harmony, Indiana, EUA[41]
- Owen family collection, 1826–1967, bulk 1830–1890, Indiana University Archives, Bloomington, Indiana, EUA[42]